# Патрік Ібанда
Па́трік Гійо́м Іба́нда (фр. Patrick Guillaume Ibanda, нар. 5 вересня 1978, Дуала, Камерун) — камерунський футболіст, півзахисник «Саузерн Юнайтед».